# Бети Рабаджиевска-Наумовска
Бети Рабаджиевска-Наумовска (на македонска литературна норма: Бети Рабаџиевска-Наумовска) е лекарка и политик от Северна Македония.

## Биография
Родена е на 24 септември 1973 година в град Ресен, тогава в Социалистическа федеративна република Югославия. Завършва Медицинския факултет на Скопския университет и става специалистка по оториноларингология.
В 2016 година е избрана за депутат от Социалдемократическия съюз на Македония в Събранието на Република Македония.
На 15 юли 2020 година отново е избрана за депутат.